# Port-des-Barques
Port-des-Barques è un comune francese di 1 913 abitanti situato nel dipartimento della Charente Marittima nella regione della Nuova Aquitania.

## Società

### Evoluzione demografica
Abitanti censiti

## Amministrazione

### Gemellaggi
- Saint-Bonnet-près-Riom, Francia